# Rammelsbergschacht

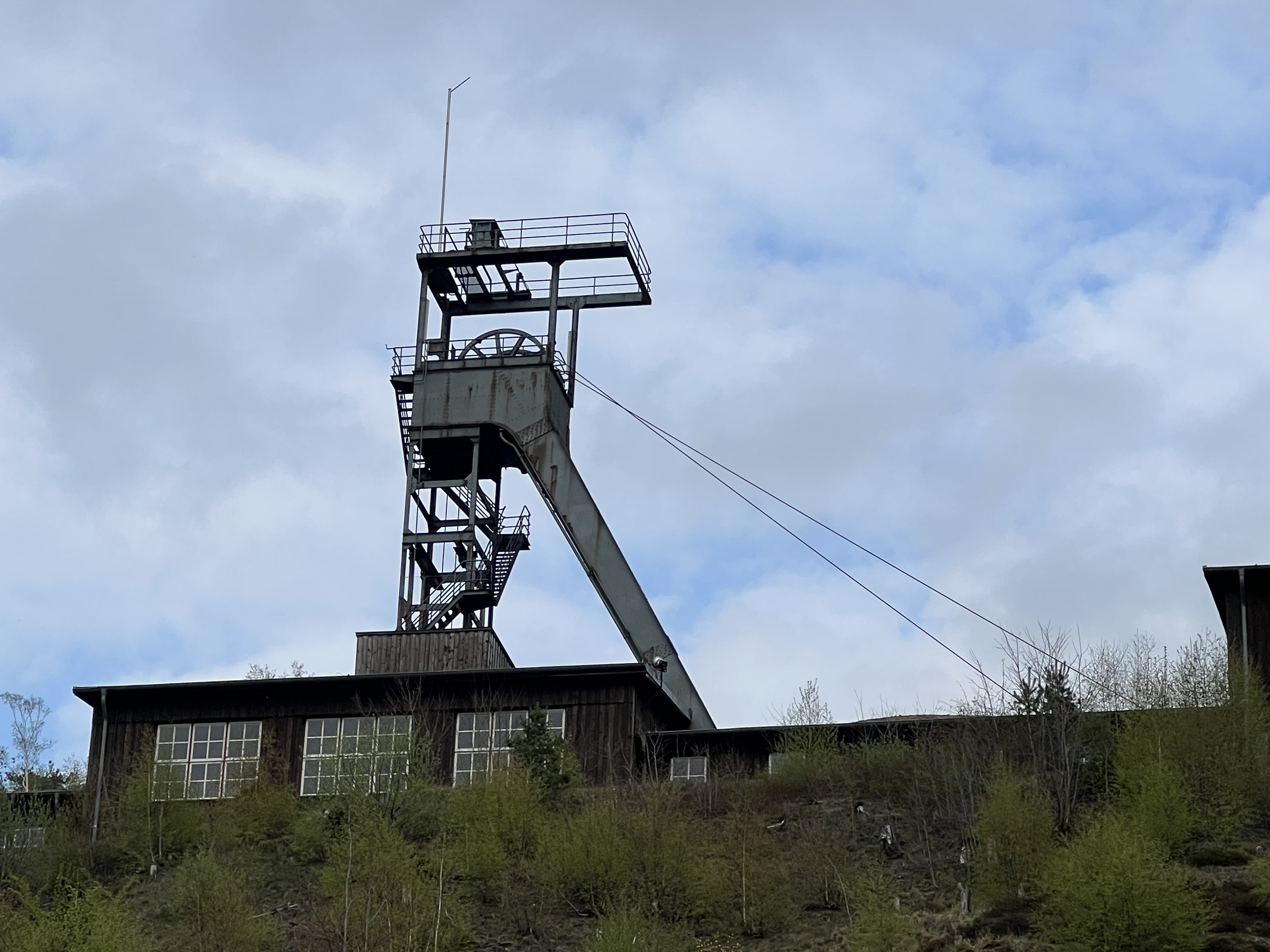
Das 1937 gebaute Fördergerüst

Der Rammelsbergschacht war ein Förder- und Seilfahrtsschacht mit Tagesöffnung und Fördergerüst des ehemaligen Erzbergwerks Rammelsberg. Er wurde im Zuges des Rammelsbergprojekts im Jahre 1938 abgeteuft und förderte bis zum Betriebsschluss am 30. Juni 1988.

## Geschichte
Nach der Weltwirtschaftskrise in den 1930er Jahren stieg die Metallnachfrage auf dem Markt deutlich. Des Weiteren sollte Deutschland von Erzimporten unabhängig werden. Aus diesem Grund gewährte der Staat große und außerordentlich günstige staatliche Kredite (Prämienverfahren), mit denen das Rammelsbergprojekt als Vorhaben zur Modernisierung der Unterharzer Bergwerks- und Hüttenbetriebe finanziert wurde. Neben dem Bau neuer Tagesanlagen am Rammelsberg inklusive Erzaufbereitung und der Modernisierung der Schmelzhütten war ein wichtiger Aspekt das Teufen eines neuen Schachtes. 1938 wurde er bis zur 11. Sohle (432 m unter der Hängebank) abgeteuft. Aus Sicherheitsgründen teufte man dem Schacht im Liegenden des Alten Lagers ab, um so seine Standsicherheit zu gewähren.
1961 wurden Arbeiten gestartet um den Rammelsbergschacht weiter abzuteufen. In 490 Meter Teufe befand sich der tiefste Punkt des Bergwerks, die sogenannte Sub-12. Sohle. Von diesem Füllort fand nun die gesamte Förderung bis zur Erzaufbereitungsanlage statt. Der Richtschacht wurde von der Förderung befreit und diente nun der Seilfahrt oder dem Transport von Material/Gezähe oder Versatz. Zur Förderung nutze man bis 1961 Rundbodenwagen mit 1000 Liter Fassungsvermögen, die allerdings in der Aufbereitung in Kreiselwippern einzeln entleert werden mussten. Das Entladen von 10 Wagen dauerte bis zu 5 Minuten.
Um die Förderleistung zu erhöhen, setzte man ab sofort Granby-Wagen mit schmaler Grundfläche und hohen Seitenwänden ein. Ähnliche, breitere Wagen wurden seit 1954 in der Streckenförderung eingesetzt. Ein jeder dieser Wagen wog vollbeladen ca. 3 Tonnen Die Wagen entleerten sich durch einen Mechanismus über die Granby-Böcke von selbst. Insgesamt waren 12 dieser Wagen bei der Förderung im Einsatz. In beiden Trümern des Schachtes fuhren ständig zwei Wagen mit einer Geschwindigkeit von 8 m/s auf und nieder. So kam alle 2 Minuten oben ein Wagen an der Hängebank an.

## Das Fördergerüst

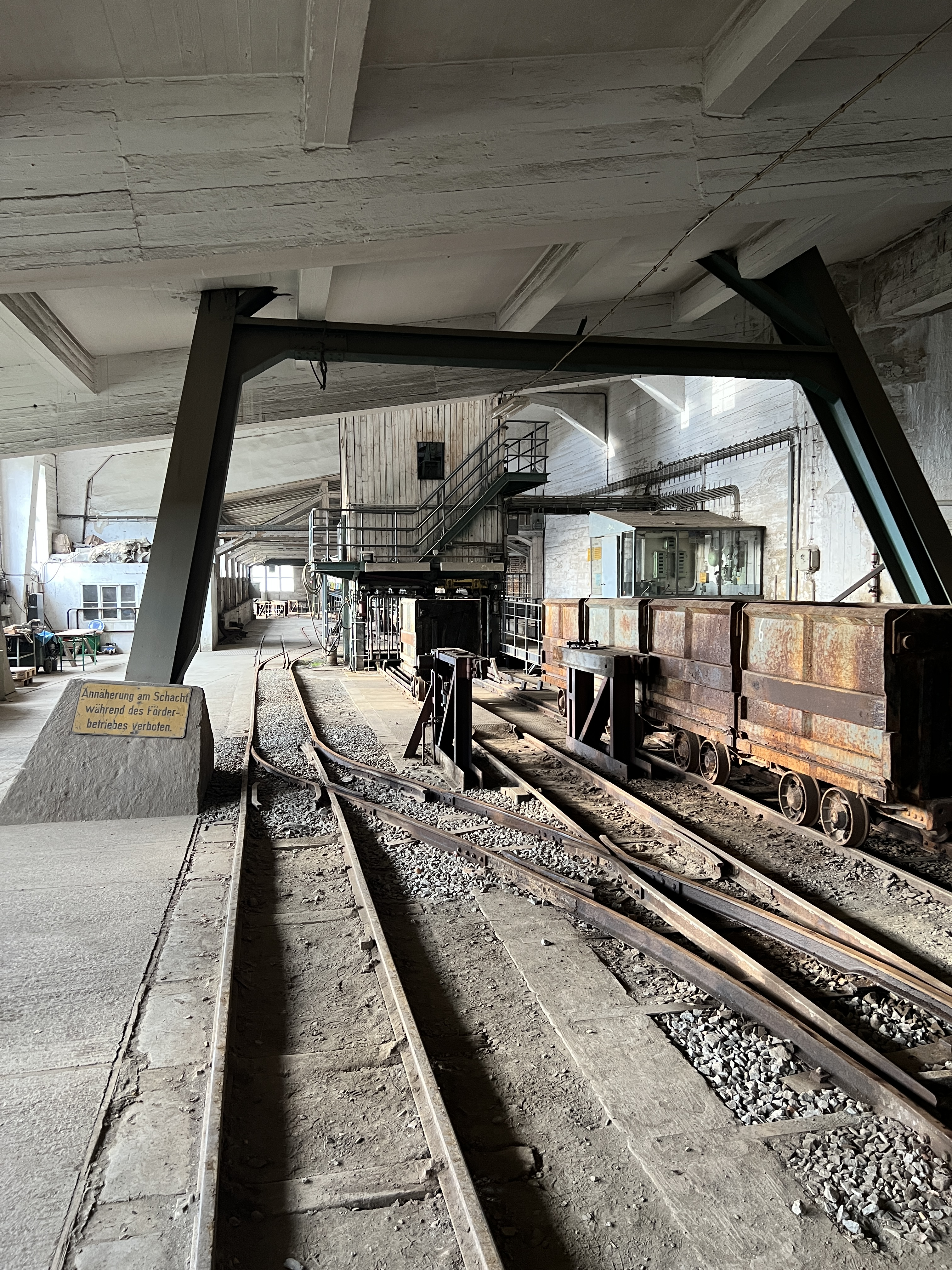
Der Schacht vom Wagenumlauf aus gesehen, wobei die Bretterverkleidung gut zu erkennen ist

Das Fördergerüst wurde im Jahr 1937 von der Firma Louis Eilers Stahlbau aus Hannover gebaut. Von der Sohle der Hängebank bis zur Achse der Seilscheiben misst das Gerüst 20 Meter. 1948 erhielt das Gerüst innerhalb der Schachthalle eine Bretterverkleidung, um das dortige Personal vor Witterung zu schützen und den Anschlag trocken zu halten. Die Seilscheiben des Rammelsbergschachtes hatten einen Durchmesser von 300 cm und das Förderseil einen Durchmesser von 32 mm. Das Seil wurde einfach auf die Seilscheiben aufgelegt und hatte eine Bruchkraft von 640 kN.

## Die Fördermaschine
Ausgestattet war der Schacht mit einer 330 kW starken elektrischen Fördermaschine (Flurföderanlage mit zwei Seiltrommeln) der Maschinenfabrik Schmidt, Kranz & Co. aus Nordhausen, die im eigens erbauten Fördermaschinenraum neben dem Gerüst stand. Die Maschine ermöglichte eine Seiltrommeldrehzahl von bis zu 470/min.
Hersteller der Elektrik war die Firma Siemens-Schuckert. Betrieben wurde die Maschine mit 3 kV Gleichspannung. Um ständig eine konstante Fördergeschwindigkeit zu halten, wurde ein sogenannter Leonard-Satz ausgestattet. Dieser ermöglichte ein ruckfreies Anfahren und Stoppen.
Der Teufenanzeiger war bis zum Betriebsende 1988 mechanisch.
Da der Maschinenraum nur schwer zu heizen war und außerdem ein Lärm herrschte, baute man in den 1960er Jahren eine Kabine, in der seither der Fördermaschinist arbeitete.

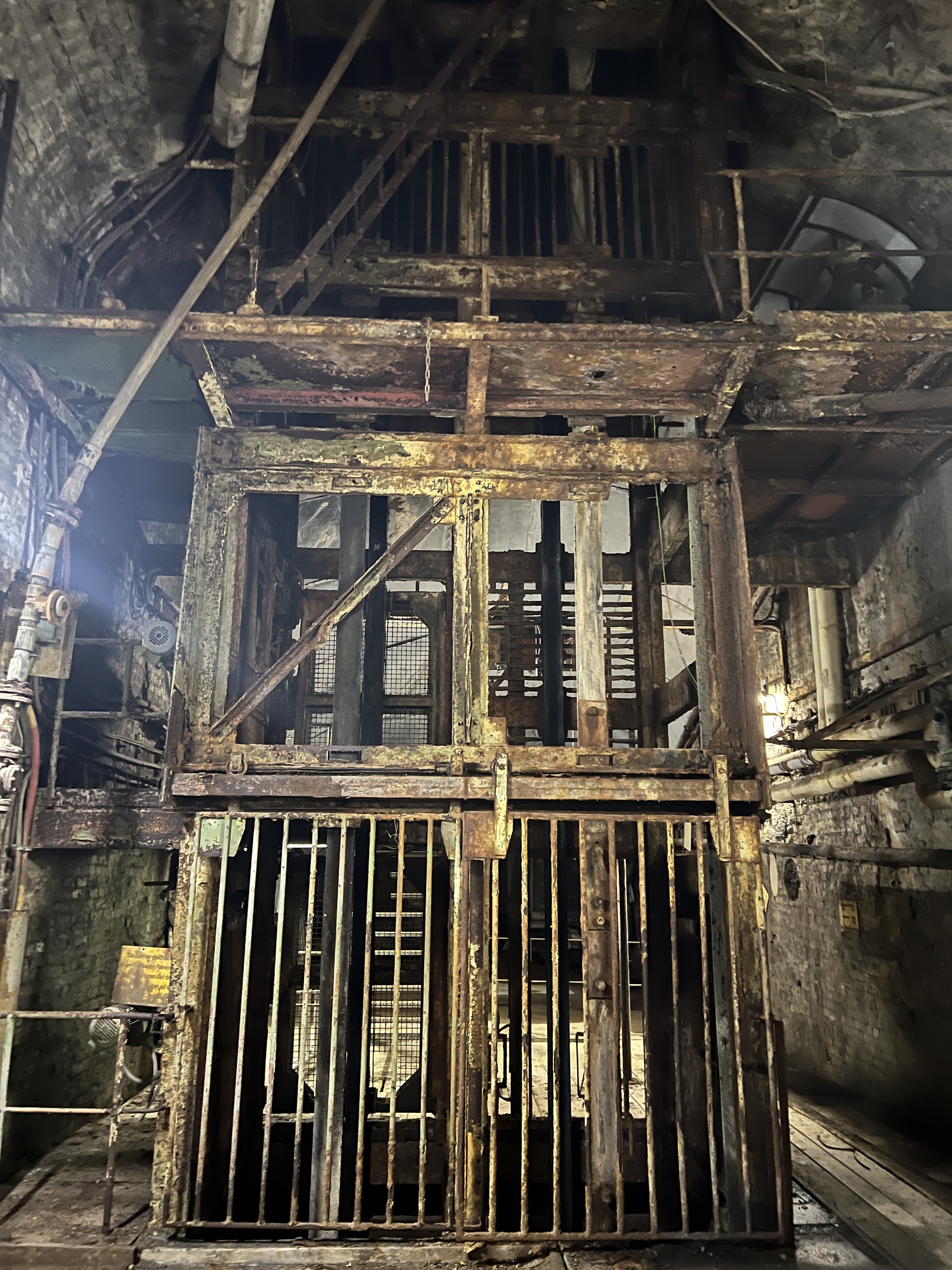
Die beiden Schachttrümer des Rammelsbergschachtes
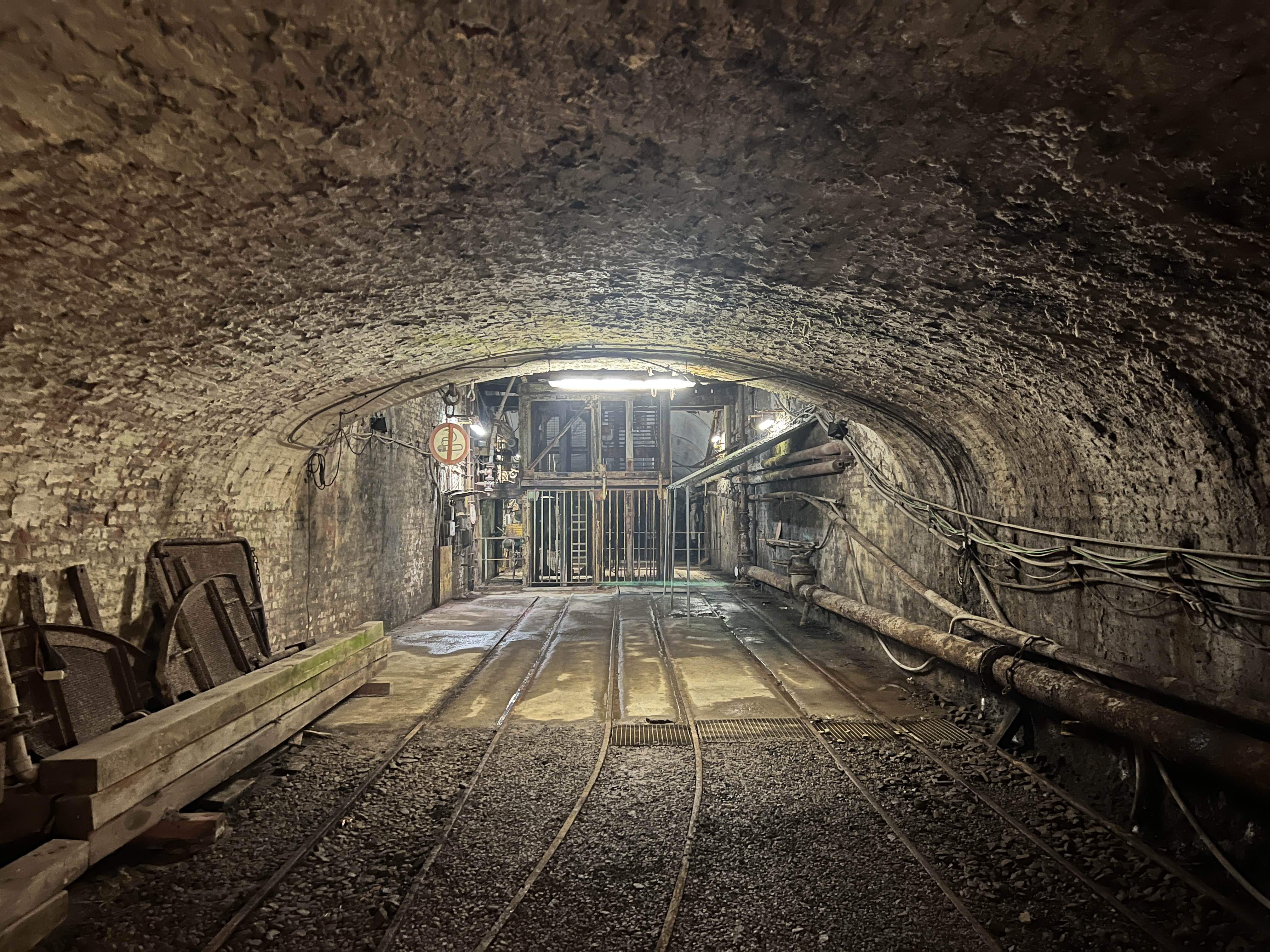
Die Hängebank des Rammelsbergschachtes, 2024